# Tritões Futebol Americano
Tritões Futebol Americano, anteriormente Vila Velha Tritões, é uma equipe de futebol americano brasileira de Vila Velha, Espírito Santo. A equipe foi campeã brasileira em 2010 e disputava até 2015 o Torneio Touchdown. Em 2016 estreou na Superliga Nacional, competição nacional unificada, atual Liga Brasil Futebol Americano (Liga BFA).

## História

### Masculino

#### Anos 2000: primeiros anos
O time Vila Velha Tritões foi fundado em 21 de dezembro de 2004 como um grupo de amigos liderados pelos irmãos João Rubens e Raony Rocio, sem interesse particular em campeonatos, sendo assim até o primeiro semestre de 2007. Com vários amistosos durante o ano, o time deu início à treinamentos mais específicos para se fortalecerem tendo em vista o primeiro Campeonato Estadual, o I Colibri Bowl. Realizado em novembro do mesmo ano, o campeonato contou com a participação de três equipes e teve o time de Vila Velha sagrado campeão.
Em 2008, a equipe foi convidada para participar do Saquarema Bowl V, na cidade de Saquarema, Rio de Janeiro, campeonato tradicional do Rio de Janeiro e de renome nacional. Ainda com pouca experiência, o Vila Velha Tritões seguiu para sua primeira participação em um campeonato interestadual, terminando com a quinta colocação, entre as oito equipes participantes.
Já em março do mesmo ano, a equipe foi responsável pela organização do primeiro campeonato interestadual junto à Associação de Futebol Americano do Brasil (AFAB) com sede no Espírito Santo, a Copa Vienne, que contou com a presença do time mineiro Minas Locomotiva, da Seleção Carioca e um combinado de dois times capixabas, o ES Federals. Perdendo apenas para a Seleção Carioca, o Vila Velha Tritões conquistou seu primeiro resultado expressivo a nível nacional: a segunda colocação no torneio.
Em junho, a equipe recebeu um convite para participar do então maior campeonato de futebol americano realizado no Brasil, o Carioca Bowl IX. Viajando de quinzenalmente durante sete meses, o time capixaba ficou em sétimo lugar na colocação geral, sendo o seu kicker, Leandro “Leco” eleito o melhor jogador da posição.
Paralelo ao Carioca Bowl, foi realizado em solo capixaba o Vilavelhense Bowl, campeonato que contou com a participação de seis equipes do Estado. Invicto, o Tritões sagrou-se campeão do segundo campeonato estadual, após três meses de competição.
Em janeiro de 2009, os diretores da equipe organizam junto à Prefeitura de Vila Velha, o I Vila Velha Arena Football, um campeonato realizado na arena de verão montada nas areias da Praia da Costa. Com oito times participantes, os Tritões mais uma vez tornaram-se campeão e ainda teve seu jogador Renan, eleito o melhor jogador de defesa.
Em fevereiro do mesmo ano, a equipe foi novamente convidada para integrar o grupo de times a disputar o torneio Saquarema Bowl. A equipe viajou para a cidade carioca e, por pouco não levou o terceiro lugar, ficando novamente em quinto colocado.
Em meados de maio, o Tritões foi convidado para participar do II Colibri Bowl. Realizado na cidade de Santa Tereza, o campeonato contou com a participação de quatro equipes, e teve o Tritões como bicampeão. Logo em seguida, no mesmo mês, a equipe participou do Torneio de Colonização do Solo Espiritossantense, que reuniu também quatro equipes. Novamente conquistando o primeiro lugar, o Vila Velha Tritões saiu do campeonato com Bruno Araújo, jogador e head coach da equipe, eleito melhor jogador de ataque e, Raony Rocio eleito o melhor jogador de defesa.
Ainda em 2009, em julho, foi formada a Liga Capixaba de Futebol Americana (LCFA), que iniciou a organização do I Moqueca Bowl. Com sete equipes envolvidas, o Vila Velha Tritões conquistou o terceiro campeonato estadual, cuja final foi realizada em dezembro no Campo do AERT, Serra.

#### Anos 2010: Campeão Brasileiro

Escudo antigo.

Em janeiro de 2010, em parceria com a Prefeitura de Vila Velha, o Tritões novamente organizou um campeonato de arena, o II Vila Velha Arena Football. Ao todo quatro equipes participaram dos três dias de competição, onde o Tritões sagrou-se bicampeão e levou o título de melhor jogador de ataque, o wide receiver Danilo de Sá.
No final do mesmo mês, a equipe foi convidada a participar do I Ubá Bowl, campeonato ocorrido em Guidoval, Minas Gerais. O torneio contou com a presença dos times Vila Velha Tritões, Ubá Black Hawks e Blaze Futebol Americano. Com placares elásticos, a equipe de Vila Velha conquistou seu primeiro título interestadual. Além disso, o jogador Rogi Cesarino recebeu o título de melhor jogador defensivo, e o running back Bruno Oliveira o de melhor jogador do campeonato.
Em fevereiro, a equipe foi novamente convidada para competir no Saquarema Bowl (já na sua sétima edição). Tritões realizou uma campanha invejável no torneio, conquistando a segunda colocação em uma final disputadíssima com o atual campeão carioca, Red Lions. Os capixabas tiveram o melhor jogador de defesa (Raony Rocio) e o maior pontuador do campeonato (Danilo de Sá).
No dia 15 de maio de 2010 os Tritões promovem o primeiro treino fullpad (com todos os equipamentos) da história do Espírito Santo. Em agosto, a equipe estreia com vitória no Torneio Touchdown jogando contra o Vasco da Gama Patriotas por 36 a 23 no Estádio Gil Bernardes da Silveira em Vila Velha.
Depois de três meses de torneio, no dia 11 de dezembro no Estádio Vila Belmiro em Santos, faz a final contra a própria equipe do Vasco da Gama, e com uma vitória de 7 a 0, sagra-se campeão brasileiro de futebol americano.
Em 2012, o Tritões vencem o primeiro campeonato estadual fullpad da história, derrotando o Antares FA por 23 a 7 no Campo do Colégio Marista em Vila Velha.
Em 2013, o time vence o Vitória Antares por 29 a 16 na final do Campeonato Capixaba no Campo do Marista e conquista o quinto título estadual.
No Campeonato Capixaba de 2015 o Tritões derrota a Desportiva Piratas por 46 a 7, conquistando o hexacampeonato capixaba invicto em jogo disputado no Campo do Sesi de Linhares, mantendo a hegemonia estadual.
No Torneio Touchdown 2015, o Tritões termina a Primeira Fase invicto com sete vitórias e conquista o título da Conferência Norte, avançando aos Playoffs.
O Tritões derrota o Santos Tsunami por 40 a 15 no Estádio Salvador Costa em Vitória e vai à semifinal.
Novamente no Salvador Costa, o Tritões é derrotado pelo Vasco Patriotas por 28 a 14 e termina na terceira colocação do campeonato.
O quarterback Álvaro Fadini foi eleito MVP ofensivo da competição.

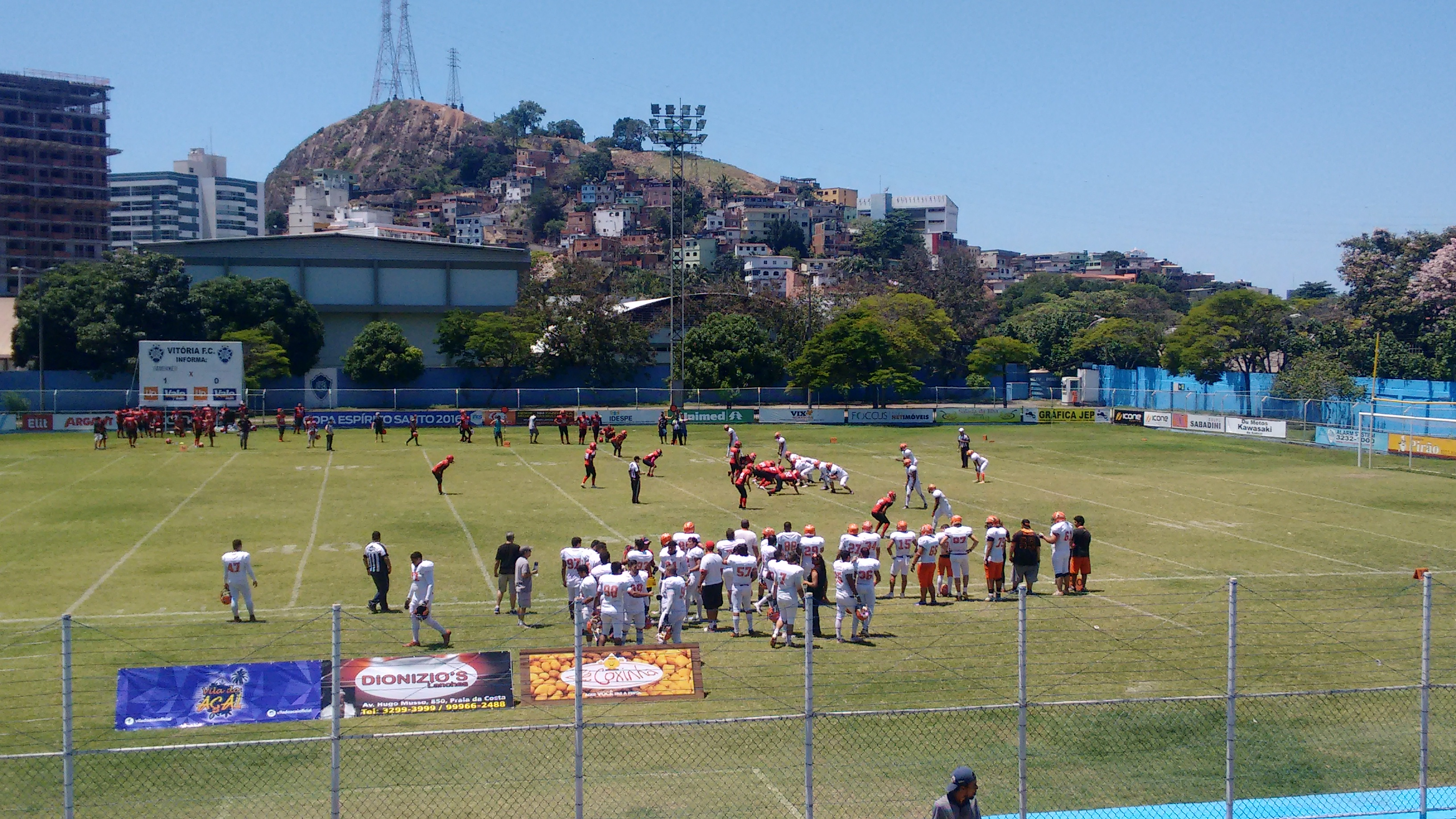
Jogo do Tritões contra Flamengo FA no Estádio Salvador Costa em 10 julho de 2016.

Em 2016, Vila Velha Tritões estreia no Campeonato Brasileiro unificado após o fim do Torneio Touchdown, a Superliga Nacional. É integrante do Grupo 1 da Conferência Leste, junto com o Cabritos FA, Minas Locomotiva e Botafogo Challengers.
Na estreia da Superliga Nacional, o Tritões é derrotado pelo Flamengo FA no Estádio Salvador Costa por 49 a 28.
Tritões termina a primeira fase na liderança do grupo com campanha de cinco vitórias e uma derrota classificando-se para os Playoffs.
Tritões é eliminado pelo Vasco Patriotas na semifinal dos Playoffs da Conferência Leste no Estádio Gil Bernardes. A derrota de virada por 43 a 40 veio com um touchdown a 16 segundos do fim do jogo. Pelo segundo ano consecutivo é eliminado nos Playoffs pelo Patriotas.
Na estreia do Brasil Futebol Americano de 2017, divisão de elite do futebol americano nacional em substituição à Superliga Nacional, agora organizado pela liga homônima dos clubes, o Tritões perde para o rival Patriotas FA por 24 a 18 no primeiro jogo de futebol americano no Estádio Kleber Andrade, desde que foi reinaugurado em 2014, após a sua reconstrução.
No último jogo da temporada regular, o Tritões derrota o Botafogo Reptiles no overtime por 13 a 7 no Estádio Ronaldo Nazário no Rio de Janeiro e garante a primeira colocação do grupo.
Depois de duas eliminações em Playoffs para o Patriotas nos últimos dois anos, o Tritões derrota o rival de virada por 21 a 7 no Estádio Kleber Andrade e avança à final de conferência.
O Tritões é derrota pelo Sada Cruzeiro na final da Conferência Sudeste por 21 a 7 em Belo Horizonte e é eliminado da competição.
Em 2018, o time passa por reformulação visando a disputa do campeonato nacional. Foi apresentando nova diretoria, novo escudo, novo uniforme, contratações e a criação de projetos sociais. O time também passou a utilizar o nome Tritões Futebol Americano, para atrair apoiadores e torcedores não só da cidade de Vila Velha, mas de todo estado.
No Brasil Futebol Americano de 2018, o Tritões derrota o América Locomotiva por 30 a 24 em Belo Horizonte, garantindo a primeira colocação do grupo e uma vaga nos Playoffs com uma rodada de antecedência.
Na semifinal de conferência, o Tritões vence novamente o América Locomotiva por 30 a 19 no Estádio Gil Bernardes da Silveira em Vila Velha e classifica-se à final da conferência.
Pelo segundo ano seguido, o Tritões termina com o vice-campeonato da conferência após derrora para o Galo FA por 47 a 14 em  Belo Horizonte e é eliminado do campeonato nacional.
Na semifinal da Conferência Sudeste da Liga BFA 2019 - Elite, o Tritões sofre um blowout de 63 a 0 para o Galo FA em Belo Horizonte e é eliminado da competição.

### Feminino
A equipe feminina do Vila Velha Tritões surgiu da união de duas ex-jogadoras da equipe feminina Vitória White Sharks, Lyvia Cavalcanti e Vau Dault, em prol da diversificação do futebol americano de areia no Espírito Santo. Ambas estavam insatisfeitas com o ritmo de treinamento e decisões administrativas do time no qual jogavam, tendo culminado na saída de Lyvia do time em setembro de 2009, e posteriormente de Vau Dault, no final de novembro do mesmo ano.
Após boatos de que Lyvia estaria organizando uma nova equipe, Vau Dault a procurou manifestando interesse em participar do time. No entanto, não havia time e ambas decidiram então criar essa nova equipe.
Ao montarem a linha ética e de treinamentos do novo time, Vila Velha Fênix, as jogadoras notaram as semelhanças com o que já era aplicado no time Vila Velha Tritões e decidiram procurar Bruno Araújo, head coach do Tritões, para propor inicialmente que ele fosse o treinador do time, mas a conversa caminhou até resultar na junção com a equipe masculina.
Após a reunião com Bruno, nasceu o Vila Velha Tritões Feminino, que se encontra em ritmo intenso e regular de treinamento, tendo seus esforços culminado na convocação de duas de suas jogadoras para a Seleção Brasileira Feminina, Kariny Soares e Raquel Viana (Leão e 9 horas), que disputaria em 2010 o Mundial na Suécia.
Logo no primeiro treino ambas foram destaque absoluto no grupo da Seleção Brasileira. Os treinamentos foram realizados na Quinta da Boa Vista, na capital carioca, e foi viabilizado por recursos disponibilizados pela TV Vitória.
Nesse meio tempo, pelo mérito de caráter inquestionável, Kariny Soares foi convidada por Lyvia e Vau Dault a compor a equipe administrativa e ética do time feminino.
Ao longo do campeonato masculino Saquarema Bowl, em fevereiro, a equipe feminina recebeu o convite para participar da competição de fackle em abril a ser realizada nas areias da capital carioca. Porém, com outros pensamentos em mente, é decidido não participar do campeonato.
Em maio de 2010, a equipe feminina estreou finalmente e obteve duas vitórias, sagrando-se campeã invicta da I Copa Tritões, realizada no campo da Associação Atlética dos Servidores da Escelsa. Os jogos foram contra o time representante do Rio de Janeiro, Saquarema Big Riders, e terminaram com placares elásticos para as capixabas, que venceram cada partida com uma diferença de 16 pontos. A equipe carioca, com cerca de seis anos de formação e treinamentos, vinha de uma campanha de invencibilidade desde o ano de 2008.
No mês de setembro, foram até Saquarema a fim de participar do VI Saquarema Bowl Feminino. Ganhando da equipe do Botafogo por 30 a 24, e perdendo pro Vasco por 16 a 12, terminam em terceiro lugar na classificação geral.
Nos dias 22 a 24 de abril de 2011, as meninas participaram e venceram da I Copa Vila Velha. Este torneio contou com a participação de três equipes de fora do estado: Aracaju Bravos Ladies, Cuiabá Angels e Vasco da Gama FA.

## Títulos
Título Invicto

### Masculino
| Nacionais               | Nacionais                                        | Nacionais | Nacionais                          |
|                         | Competição                                       | Títulos   | Temporadas                         |
| ----------------------- | ------------------------------------------------ | --------- | ---------------------------------- |
| Brasil                  | Campeonato Brasileiro                            | 1         | 2010                               |
| Conferências            |                                                  |           |                                    |
|                         | Competição                                       | Títulos   | Temporadas                         |
| Brasil                  | Conferência Walter Camp                          | 1         | 2011                               |
| Brasil                  | Conferência Vince Lombardi                       | 1         | 2013                               |
| Brasil                  | Conferência Norte                                | 1         | 2015                               |
| Interestaduais          |                                                  |           |                                    |
|                         | Competição                                       | Títulos   | Temporadas                         |
| Brasil                  | Ubá Bowl                                         | 1         | 2010                               |
| Estaduais               |                                                  |           |                                    |
|                         | Competição                                       | Títulos   | Temporadas                         |
| Espírito Santo (estado) | Campeonato Capixaba                              | 6         | 2007, 2008, 2009, 2012, 2013, 2015 |
| Espírito Santo (estado) | II Colibri Bowl                                  | 1         | 2009                               |
| Espírito Santo (estado) | Vila Velha Arena Football                        | 2         | 2009, 2010                         |
| Espírito Santo (estado) | Torneio de Colonização do Solo Espiritossantense | 1         | 2009                               |

#### Campanhas de destaque
- Vice-campeão do Campeonato Brasileiro: 2011
- 3º colocado do Campeonato Brasileiro: 2 (2012, 2015)

### Feminino
- I Copa Tritões: 2010
- I Copa Vila Velha: 2011

## Personalidades ilustres
- Álvaro Fadini
- Danilo de Sá
- Fernando Trapa Giovanotti
- João Rubens Rocio
- Raony Rocio

## Prêmios individuais

### Masculino
MVP de Ataque do Torneio Touchdown
- Álvaro Fadini (2015)